# 大江町営バス (山形県)
1. 現行車両
2. 現行デザインのバス停留所

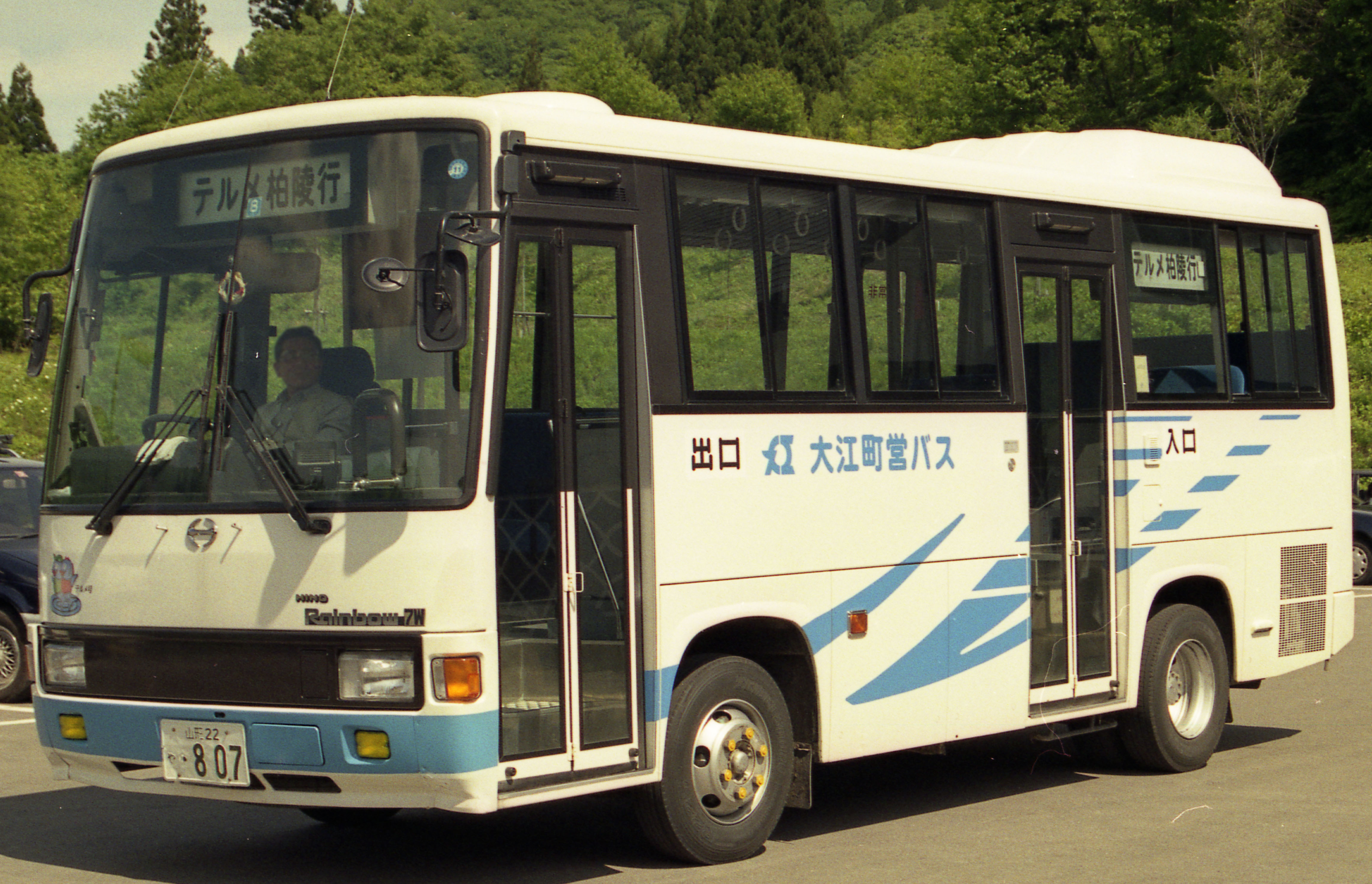
大江町営バス（過去の車両）
日野・レインボー7W

大江町営バス（おおえちょうえいバス、Oe Town Bus）は、山形県西村山郡大江町が運行するコミュニティバス（自治体バス）である。運行形態は町が保有する自家用自動車を使用した有償運送（旧80条バス）である。
そのほか、町営の乗合タクシーとして「大江町乗り合いタクシー」が運行されている。

## 概要
1996年（平成8年）より、柳川温泉 - テルメ柏陵間で運行を開始した。旧山形交通（現：山交バス）の一般路線バス廃止に伴い、山形交通の左沢待合所 - 柳川線を引き継ぐ形で運行開始された廃止代替バスである。
町内唯一の鉄道駅であるJR左沢線終点の左沢駅を経由し、駅から町内各地へ住民を運ぶ役割を担っている。
大江町柳川温泉健康増進交流センター「柳川温泉」を起点とし、大江町役場および町内の各支所、公民館や郵便局、医療機関、住宅団地、民営の高齢者・障害者福祉施設「総合福祉施設 らふらんす大江」、廃校となった大江町立七軒西小学校の旧校舎を活用した施設「大江町山里交流館 やまさぁーべ」、大江町老人福祉センター「柏陵荘」（2021年3月31をもって営業終了）、「テルメ柏陵 大江町健康温泉館」へ至る。
柳川温泉、柏陵荘、テルメ柏陵はいずれも町営の施設であり、実際の運営は町の第三セクターである株式会社大江町産業振興公社が行っている。
運行時間は5時台から20時台までで、1日6便から7便が運行され、町村部の自治体バスとしては運行時間・本数ともに充実している。朝5時台発の便は土日祝日は運休となる。また時間帯によっては左沢駅前止まりとなる便もある。
毎日運行、年始（1月1日から3日）のみ運休。毎年8月15日は「夏祭り臨時ダイヤ」として町営バス全便が無料運行となり、17時1分以降の便は柳川温泉 - 中央公民館までの区間運行となる。かつては日曜・祝日、お盆（8月13日から16日）、年末年始（12月29日から1月3日）も運休であった。
なお、大江町立七軒西小学校は町内の小学校でもっとも山奥にあり、1876年（明治9年）開校の歴史ある学校だったが、過疎化と少子高齢化により児童が減少し、生徒数は最盛期の350人から、2001年（平成13年）には8人まで減ったことから休校となり、2013年（平成25年）に正式に廃校となった。1995年（平成7年）に新築された校舎を活用する形で「大江町山里交流館 やまさぁーべ」が開館した。
2003年頃から、町民が有償で乗車できる住民混乗型のスクールバス「大江町営スクールバス」として運行されていた時期があった。

## 運賃・乗車券類
2021年度（令和3年度）改正現在での運賃は以下のとおり。
- 運賃は1乗車あたり、大人100円、高校生以下の学生は50円、幼児（未就学児）は無料[1]。
- 各種障害者手帳の提示により割引があり、運賃50円となる[1]。

## 路線
2021年度（令和3年度）改正現在、以下の路線が運行されている。
- 柳川温泉 - 神社前 - 七夕畑 - やまさぁーべ前 - 沢口 - 貫見 - 貫見局前 - 貫見東 - 月布 - 月布口 - 楢山口 - 大平 - 十八才 - 橋上支所前 - 橋上 - 三合田 - 顔好 - 葛沢 - 滝ノ沢 - 梨木原 - 望山 - 諏訪原 - 諏訪堂 - 中央公民館前 - 小漆川 - 白田医院前 - らふらんす大江前 - 白田医院前 - 役場前 - 左沢駅前 - 左沢郵便局前 - 左沢十字路 - 小見口 - 藤田 - 舟唄温泉前 - 柏陵団地口 - 柏陵団地 - 柏陵荘前 - テルメ柏陵

町が発行する「大江町営バス利用のご案内」では、役場前 - 柳川温泉間はフリー乗車区間だが「できるだけ停留所での乗降にご協力ください」とある。また「山交バスが運行している区間（左沢駅 - 柏陵団地口）のみの利用はご遠慮ください」と注意書きがある。

## 車両
2018年3月6日より新型車両が導入され、町が保有する専用車両のトヨタ・ハイエースが使用されている。青色基調の地色に、町内の保育園・幼稚園の園児が描いた絵が大きくラッピングされている車両（山形200さ1674）、白抜きで地域の様々な風物が描かれている車両（山形200さ1927）があり、いずれも白字で「大江町営バス OE TOWN BUS」のロゴが記されている。なおJR左沢線の車両も青色である。
また町営バスの停留所デザインも一新され、町内で発見されたヤマガタダイカイギュウのイラストが描かれている（ヤマガタダイカイギュウ#歴史も参照）。
過去には、小型バスの日野・レインボー7Wが使用されていた。

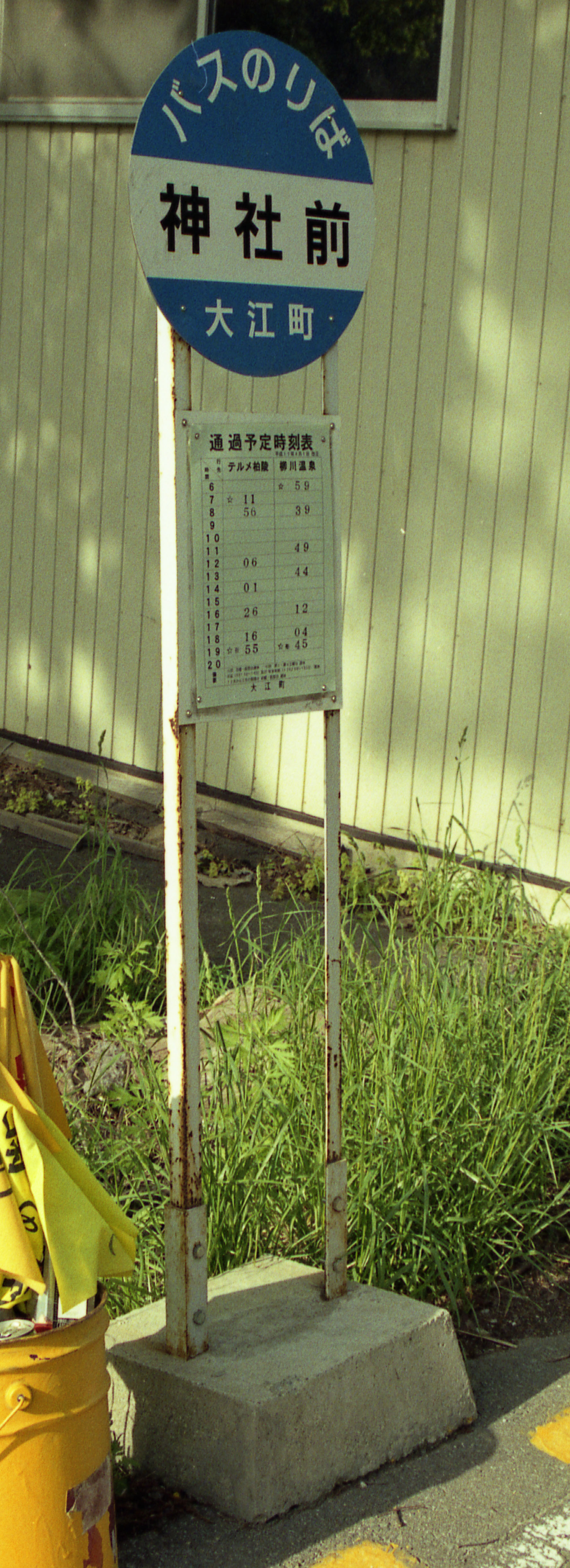
過去のバス停留所デザイン
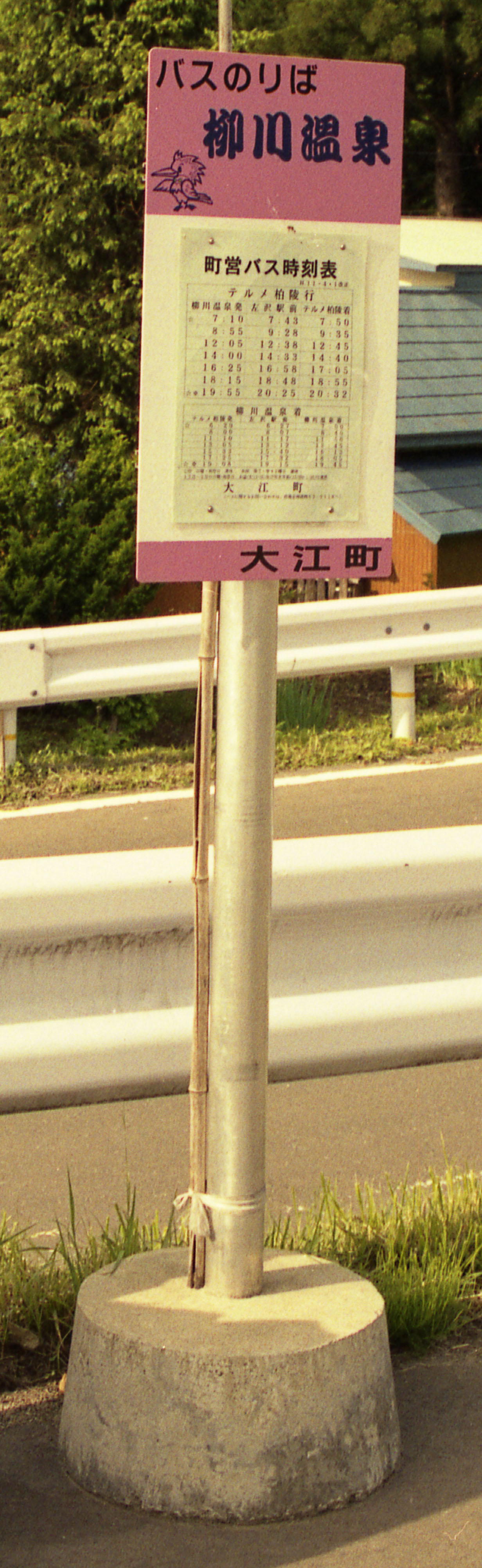
過去のバス停留所デザイン